# Luca Forte
Luca Forte (Trieste, 28 luglio 1994) è un calciatore italiano, attaccante del Bassano.

## Carriera

### Club
Cresciuto nei settori giovanili di San Giovanni Trieste e Triestina, nel 2012 viene acquistato dal Varese; nella stagione 2012-2013 gioca nella Primavera della squadra lombarda, per poi disputare anche una partita in Serie B con la prima squadra nella parte finale della stagione. Nella stagione 2013-2014 viene invece aggregato stabilmente alla prima squadra, con cui gioca 24 partite in Serie B segnando anche 3 reti, la prima delle quali il 14 dicembre 2013 nella partita vinta per 4-0 in casa contro lo Spezia; colleziona anche una presenza senza andare a rete in Coppa Italia, nella sconfitta di Parma al quarto turno e gioca inoltre da titolare in entrambe le partite dei play-out disputati e vinti dal Varese contro il Novara. Viene riconfermato anche per la stagione 2014-2015, nella quale va a segno 2 volte in 20 gare; il campionato si conclude con la retrocessione del Varese in Lega Pro.
Dopo essersi svincolato in seguito al fallimento del club lombardo, l'11 agosto 2015 firma un contratto triennale con il Pescara. Dopo essere stato in prestito dal gennaio al giugno del 2016 alla Pro Vercelli, il 18 luglio 2016 viene ceduto, sempre a titolo temporaneo, al Teramo. Il 17 gennaio 2017 si trasferisce in prestito con diritto di riscatto al Carpi, dove però colleziona solamente una presenza. Tornato in Abruzzo, rimane riserva dei biancoazzurri fino a gennaio, quando viene ceduto in prestito al Monza. Nell'estate del 2020, dopo essersi svincolato dal Pescara (a cui era tornato dopo il prestito al Monza, senza più scendere in campo in partite ufficiali), si trasferisce al Siena, in Serie D; con i toscani nel corso della stagione 2020-2021 ha segnato 2 reti in 8 presenze in Serie D. Nella stagione successiva gioca nella medesima categoria con la Correggese, con cui realizza 8 reti in 29 presenze;. Nell'estate del 2022 si trasferisce ai bresciani del Lumezzane, neopromossi in Serie D, con cui ottiene la promozione in Serie C. A settembre del 2023, dopo essere rimasto svincolato, firma per il Bassano, militante in Serie D.

### Nazionale
Ha giocato 4 partite con la nazionale Under-20.
Il 6 agosto 2014 ha giocato una partita con la B Italia, segnando anche un gol.

## Statistiche

### Presenze e reti nei club
Statistiche aggiornate al 22 aprile 2024.
| Stagione        | Squadra         | Campionato      | Campionato | Campionato | Coppe nazionali | Coppe nazionali | Coppe nazionali | Coppe continentali | Coppe continentali | Coppe continentali | Altre coppe | Altre coppe | Altre coppe | Totale | Totale | Totale |
| Stagione        | Squadra         | Comp            | Pres       | Reti       | Comp            | Pres            | Reti            | Comp               | Pres               | Reti               | Comp        | Pres        | Reti        | Pres   | Reti   |        |
| --------------- | --------------- | --------------- | ---------- | ---------- | --------------- | --------------- | --------------- | ------------------ | ------------------ | ------------------ | ----------- | ----------- | ----------- | ------ | ------ | ------ |
| 2012-2013       | Varese          | B               | 1          | 0          | CI              | 0               | 0               | -                  | -                  | -                  | -           | -           | -           | 1      | 0      |        |
| 2013-2014       | Varese          | B               | 24+2       | 3          | CI              | 1               | 0               | -                  | -                  | -                  | -           | -           | -           | 27     | 3      |        |
| 2014-2015       | Varese          | B               | 20         | 2          | CI              | 0               | 0               | -                  | -                  | -                  | -           | -           | -           | 20     | 2      |        |
| Totale Varese   | Totale Varese   | Totale Varese   | 45+2       | 5          |                 | 1               | 0               |                    | -                  | -                  |             | -           | -           | 48     | 5      |        |
| 2015-feb. 2016  | Pescara         | B               | 7          | 1          | CI              | 0               | 0               | -                  | -                  | -                  | -           | -           | -           | 7      | 1      |        |
| feb.-giu. 2016  | Pro Vercelli    | B               | 1          | 0          | CI              | 0               | 0               | -                  | -                  | -                  | -           | -           | -           | 1      | 0      |        |
| 2016-gen. 2017  | Teramo          | LP              | 8          | 0          | CI+CI-LP        | 0+2             | 0               | -                  | -                  | -                  | -           | -           | -           | 10     | 0      |        |
| gen.-giu. 2017  | Carpi           | B               | 1          | 0          | CI              | -               | -               | -                  | -                  | -                  | -           | -           | -           | 1      | 0      |        |
| gen.-giu. 2018  | Monza           | C               | 1          | 0          | CI-C            | -               | -               | -                  | -                  | -                  | -           | -           | -           | 1      | 0      |        |
| 2018-2019       | Pescara         | B               | -          | -          | CI              | 0               | 0               | -                  | -                  | -                  | -           | -           | -           | 0      | 0      |        |
| 2019-2020       | Pescara         | B               | 0          | 0          | CI              | 0               | 0               | -                  | -                  | -                  | -           | -           | -           | 0      | 0      |        |
| Totale Pescara  | Totale Pescara  | Totale Pescara  | 7          | 1          |                 | 0               | 0               |                    | -                  | -                  |             | -           | -           | 7      | 1      |        |
| 2020-2021       | Siena           | D               | 8          | 2          | CI-D            | 0               | 0               | -                  | -                  | -                  | -           | -           | -           | 8      | 2      |        |
| 2021-2022       | Correggese      | D               | 33+1       | 8          | CI-D            | 0               | 0               | -                  | -                  | -                  | -           | -           | -           | 34     | 8      |        |
| 2022-2023       | Lumezzane       | D               | 23+4       | 6+1        | CI-D            | 1               | 0               | -                  | -                  | -                  | -           | -           | -           | 28     | 7      |        |
| 2023-2024       | Bassano         | D               | 24         | 6          | CI-D            | 0               | 0               | -                  | -                  | -                  | -           | -           | -           | 24     | 6      |        |
| Totale carriera | Totale carriera | Totale carriera | 151+7      | 28+1       |                 | 4               | 0               |                    | -                  | -                  |             | -           | -           | 164    | 29     |        |

## Palmarès

### Club

#### Competizioni interregionali
- Serie D: 1

Lumezzane: 2022-2023 (girone B)